# William Astor (4e vicomte Astor)
Pour les autres membres de la famille, voir Famille Astor.
 (décembre 2016).
Si vous disposez d'ouvrages ou d'articles de référence ou si vous connaissez des sites web de qualité traitant du thème abordé ici, merci de compléter l'article en donnant les références utiles à sa vérifiabilité et en les liant à la section « Notes et références ».
William Waldorf Astor III, né le 27 décembre 1951, 4e vicomte Astor (en), est un homme politique britannique.

## Biographie
Fils de William Astor (3e vicomte Astor) et de Sarah Kathleen Elinor Norton, il suit ses études au Collège d'Eton. En 1966, il succède à son père dans le titre de vicomte Astor (en) et à la Chambre des lords. En 1976, il épouse Annabel Jones (en), fille de Timothy Angus Jones et de Patricia David Pandora Clifford. Annabel Jones, mariée en premières noces avec Reginald Adrian Berkeley Sheffield, est la mère de Samantha Sheffield, épouse du premier ministre David Cameron.
Il est lord-in-waiting de 1990 à 1993. Il devient sous-secrétaire d'État parlementaire au Department of Social Security (en), puis, en 1994, au Department of National Heritage.
Lord Astor est vice-président de Chorion depuis 1996 et directeur de Networkers Plc depuis 2007.

## Sources
1. ↑  Trinity Mirror / Mirrorpix, « William Waldorf Astor III, 4e vicomte Astor », sur Alamyimages (consulté le 18 mai 2024)

- (en) Cet article est partiellement ou en totalité issu de l’article de Wikipédia en anglais intitulé « William Astor, 4th Viscount Astor » (voir la liste des auteurs).